# Zamia montana
Zamia montana är en kärlväxtart som beskrevs av Alexander Karl Heinrich Braun. Zamia montana ingår i släktet Zamia och familjen Zamiaceae. IUCN kategoriserar arten globalt som akut hotad. Inga underarter finns listade i Catalogue of Life.